# Ceglarnia
Ceglarnia – przysiółek wsi Jamno w Polsce, położony w województwie pomorskim, w powiecie bytowskim, w gminie Parchowo, na zachodnim skraju Pojezierza Kaszubskiego.
Przysiółek jest częścią składową sołectwa Jamno.
W latach 1975–1998 przysiółek administracyjnie należał do województwa słupskiego.